# Кадменский, Станислав Георгиевич
Станислав Георгиевич Кадменский — российский учёный, народный депутат РСФСР и РФ (1990—1993).
Родился 30 сентября 1937 г. в Воронеже.
Окончил Воронежский государственный университет (1959) и до 1973 года работал там же на кафедре ядерной физики. В 1964 г. защитил кандидатскую диссертацию.
В 1973—1976 гг. заведующий кафедрой физики твердого тела Куйбышевского государственного университета. В 1975 г. защитил докторскую диссертацию.
С 1976 г. заведующий кафедрой ядерной физики Воронежского государственного университета. В 1978 г. присвоено звание профессора. Читал курсы «Теория систем многих частиц», «Теория ядерных реакций», «Физика атомного ядра и элементарных частиц», «Ядерные физика и технологии», «Ядерные реакции», «Системы многих частиц» «Физика атомного ядра и элементарных частиц».
Лауреат международной премии Объединенного института ядерных исследований (Дубна; 1979).
Народный депутат РСФСР и РФ (1990—1993).
Заслуженный деятель науки Российской Федерации (06.04. 2002).
Сочинения:
- Сверхтекучесть ядерной материи : диссертация … кандидата физико-математических наук : 01.00.00. — Воронеж, 1963. — 106 с. : ил.
- Оболочечно-кластерные проблемы альфа-распада : диссертация … доктора физико-математических наук : 01.04.16. — Куйбышев, 1975. — 147 с. : ил.
- Альфа-распад и родственные ядерные реакции [Текст] / С. Г. Кадменский, В. И. Фурман. — Москва : Энергоатомиздат, 1985. — 221 с. : ил.; 21 см.
- Оптические потенциалы составных частиц и классификация распадов с испусканием тяжелых кластеров / С. Г. Кадменский, С. Д. Кургалин, В. И. Фурман, Ю. М. Чувильский. — Дубна : ОИЯИ, 1989. — 22 с. : граф.; 22 см.